# Coenosia apukaensis
Coenosia apukaensis är en tvåvingeart som beskrevs av Willi Hennig 1961. Coenosia apukaensis ingår i släktet Coenosia och familjen husflugor. Inga underarter finns listade i Catalogue of Life.